# Николай Мутафчиев
Николай Мутафчиев е български кинорежисьор и продуцент. Роден е в гр. Варна през 1974 г. Завършва математическа гимназия, а през 1999 г. Национална Академия за Театрално и Филмово изкуство "Кръстьо Сарафов". 
Режисьор и продуцент е на филмите: „Още една мечта“, „Ти Гониш“, „АБ-“, „Двама на моста“. 
Продуцент е на филмите „Още една мечта“ (2012), „Рая на Данте“ (2021), „Петък точно в пет“ (2015-2021) „Копче за сън“ (2022). Режисьор е на риалити формата: „Сървайвър“, както и „Африка: Звездите сигурно са полудели“ излъчени по БТВ. Режисьор и продуцент на над 150 видео реклами, музикални клипа и документални филма.
През 2007 г. заедно със Силвестър Силвестров и Владислав Петров създават компанията „ПРЕМИЕР студио“ – за заснемане на видео реклами, филми и специални ефекти.

## Филмография

### като актьор
- Денят на бащата (2019), 6 серии – американеца
- Смисълът на живота (2004)
- Чуй звездите (тв, 2003) – бащата